# The Outer Worlds
The Outer Worlds (с англ. — «Внешние миры») — компьютерная ролевая игра с видом от первого лица, разработанная американской компанией Obsidian Entertainment для платформ Microsoft Windows, PlayStation 4, Xbox One и Nintendo Switch. Игра была выпущена 25 октября 2019 года. Издателем игры выступает Private Division, подразделение Take-Two Interactive, отвечающее за поддержку независимых разработчиков.

## Сюжет

### Предыстория игры
Во вселенной The Outer Worlds покушение Чолгоша Леона на президента США Уильяма Мак-Кинли на Панамериканской выставке 1901 года не увенчалось успехом, поэтому, оставшись в живых, он продолжил свою политику потакания крупным трестам, монополиям и компаниям баронов-разбойников. Из-за этого они начали расти беспрепятственно, и к веку освоения космоса влияние таких компаний стало столь велико, что правительства Земли начали продавать им право на освоение новых миров. Одной из колоний, основанной и управляемой такими крупными компаниями, становится Алкион (англ. Halcyon). Она и будет являться местом действия игры.

### Сюжет игры
Алкион — дальняя космическая колония человечества, в которую отправлялись корабли с замороженными колонистами. Один из таких кораблей, «Надежда», из-за сбоя двигателя прибыл в систему на 70 лет позже, чем планировалось; за это время власть в колонии захватил союз крупных корпораций, «Коллегия Алкиона». Коллегия сочла нерентабельным размораживать колонистов с «Надежды» и скрыла факт её прибытия, однако один эксцентричный учёный, Финеас Уэллс, сам добрался до «Надежды» и после множества неудачных попыток всё же успешно разморозил одного из колонистов — главного героя игры. Они сбегают от вооружённых сил Коллегии, Уэллс просит героя помочь ему в разморозке остальных колонистов и направляет его в окраинное поселение на планете Терра-2, где героя должен ждать наёмник Алекс Хоторн с собственным космическим кораблём. При посадке капсула героя убивает Хоторна, протагонист присваивает его личность и его корабль «Безнадёжный» (англ. Unreliable).
Выполнив ряд заданий для Уэллса, герой узнаёт информацию, которую скрывает руководство Коллегии: связь с Землёй давно прервалась, а производительности сельского хозяйства недостаточно, чтобы обеспечить пищей всех нынешних колонистов. В попытке оттянуть гибель колонии руководство Коллегии придумывает «Программу пожизненной занятости», в рамках которой большая часть населения колонии будет отправлена в криосон, а оставшиеся будут пожизненно трудиться на производстве еды для элиты колонии — населения столичного города Византий. Уэллс утверждает, что размороженные колонисты с «Надежды», являющиеся интеллектуальной элитой, смогут найти решение проблемы, но герой может также поступить на службу к Коллегии и помочь ей схватить Уэллса. Добыв запасы диметилсульфоксида, вещества для разморозки колонистов, протагонист высаживается на «Надежду» и принимает ключевое решение, определяющее концовку игры — переместить ли корабль к тайной лаборатории Уэллса, чтобы начать размораживать колонистов, или к тюремной планете Тартар, сделав корабль базой «Программы пожизненной занятости». В обоих случаях Коллегия находит убежище Уэллса и заключает его на Тартаре, где и разворачивается финал игры. Если игрок встал на сторону Коллегии, Уэллс в тюрьме сможет освободить заключённых и захватить в заложники фактическую главу Коллегии, адъютанта Софию Акандэ, так что игроку в любом случае придётся штурмовать тюрьму и освободить заложника из своей фракции (Уэллса, победив или переубедив Акандэ, или наоборот). По завершении игры герой узнает, как развивалась дальнейшая история колонии и спутников протагониста:
- Если игрок поддержал Уэллса — колонисты с «Надежды» смогут решить продовольственный кризис, хоть и ценой тяжкого труда всех жителей колонии. Византий придёт в упадок, а некоторым его жителям даже придётся устроиться на работу.
- Если игрок поддержал Акандэ, программа пожизненной занятости будет запущена и колония медленно угаснет, направляя все силы на поддержание функционирования Византия.

## Разработка
Игра была анонсирована в ходе The Game Awards 2018 в декабре 2018 года; Obsidian зарегистрировала торговую марку The Outer Worlds ранее в том же году. Разработкой игры совместно занимались разработчики Тим Кейн и Леонард Боярский. Кейн описывал их совместную работу как «сочетание моего добродушного юмора и более мрачного подхода Леонарда». В 2017 году, когда игра ещё не была анонсирована, Боярский сообщал, что с радостью воспользовался возможностью поработать вместе с Кейном — ранее они сотрудничали в разработке Fallout и Arcanum: Of Steamworks and Magick Obscura, и Боярский успел соскучиться по играм такого типа, «глубоким однопользовательским ролевым играм с массой выборов, последствий и способностью мира реагировать на действия игрока»; он полагал, что новая игра должна понравиться всем тем игрокам, которым нравились старые игры Кейна и Боярского.

## Переиздание
В издании Outer Worlds: Spacer's Choice Edition улучшена графика и производительность, увеличен потолок уровня и на 100% меньше упаковки!
Тим Кейн
7 марта 2023 года на ПК, PlayStation и XBox One вышло дополнение The Outer Worlds: Spacer’s Choice Edition с улучшенной графикой, повышенной производительностью, дополнительными анимациями, окружением с более высоким разрешением и многим другим. В частности, был значительно повышен максимальный уровень персонажа, которого можно достигнуть. Однако несмотря на заявления, производительность игры резко упала. Потребовалось четыре патча, чтобы вывести её на играбельный уровень.

## Критика
| Сводный рейтинг       | Сводный рейтинг                                 |
| Агрегатор             | Оценка                                          |
| --------------------- | ----------------------------------------------- |
| GameRankings          | - (PC) 83,90 % - (PS4) 87,84 % - (XONE) 87,18 % |
| Metacritic            | (PC) 82/100 (PS4) 86/100 (XONE) 85/100          |
| Иноязычные издания    |                                                 |
| Издание               | Оценка                                          |
| Destructoid           | 9/10                                            |
| EGM                   | [ 17 ]                                          |
| Game Informer         | 9,25/10                                         |
| GameSpot              | 9/10                                            |
| GamesRadar+           | [ 20 ]                                          |
| IGN                   | 8,5/10                                          |
| PCGamesN              | 7/10                                            |
| PC Gamer (US)         | 79/100                                          |
| Русскоязычные издания |                                                 |
| Издание               | Оценка                                          |
| StopGame.ru           | «Изумительно»                                   |
| «Игромания»           | [ 25 ]                                          |
| «Игры Mail.ru»        | 8,5/10                                          |

The Outer Worlds получила преимущественно положительные оценки игровой прессы. При этом, некоторые издания обнаружили список запрещенных слов, которыми нельзя назвать главного персонажа.

## Продолжение
The Outer Worlds 2 была анонсирована на Xbox & Bethesda Games Showcase (в рамках выставки Electronic Entertainment Expo) 2021 года, в качестве эксклюзива для Windows и Xbox Series X/S. Полноценный трейлер, раскрывающий детали игрового процесса и сюжета, был представлен на церемонии The Game Awards 2024. Там же разработчики объявили о том, что выход игры запланирован на 2025 год. Отметив, что она будет также выпущена на PlayStation 5, одновременно с версиями для Xbox и PC.